# Efectes del sonar sobre els mamífers marins

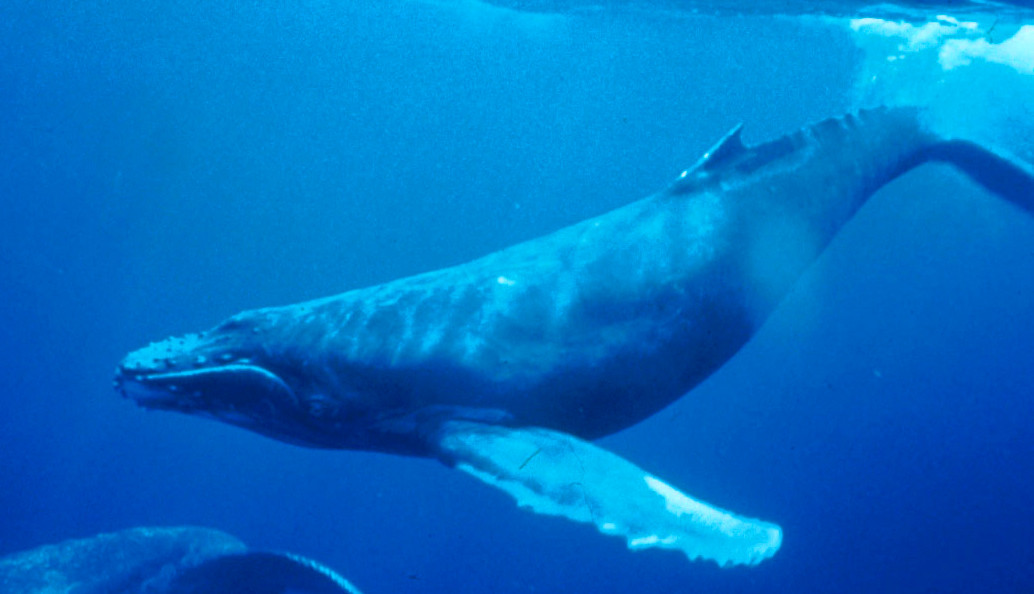
Una iubarta

El sonar actiu, un equipament de transmissió emprat com a ajuda de navegació en alguns vaixells, té un efecte perjudicial per a la salut i el benestar d'alguns animals marins. Estudis recents han demostrat que els zífids i els rorquals blaus són sensibles al sonar actiu de freqüències mitjanes i s'allunyen ràpidament de la font del sonar, comportament que en pertorba l'alimentació i pot provocar encallaments en massa. Alguns animals marins, com ara les balenes i els dofins, fan servir l'ecolocalització («biosonar») per localitzar els depredadors i les preses. S'ha conjecturat que els transmissors de sonar actiu podrien confondre aquests animals i interferir amb funcions biològiques bàsiques com ara l'alimentació i l'aparellament. L'estudi ha demostrat que les balenes pateixen la síndrome de descompressió, un trastorn que provoca embolismes amb bombolles de nitrogen als teixits i passa quan els animals surten a la superfície de manera ràpida i prolongada. Tot i que anteriorment es considerava que les balenes eren immunes a aquest trastorn, el sonar s'ha relacionat amb canvis etològics que poden causar la síndrome de descompressió.